# Schizonycha rufoflava
Schizonycha rufoflava är en skalbaggsart som beskrevs av Moser 1914. Schizonycha rufoflava ingår i släktet Schizonycha och familjen Melolonthidae. Inga underarter finns listade i Catalogue of Life.